# Grbec
Grbec je priimek v Sloveniji, ki ga je po podatkih Statističnega urada Republike Slovenije na dan 1. januarja 2010 uporabljalo 313 oseb in je med vsemi priimki po pogostosti uporabe uvrščen na 1.229. mesto.

## Znani nosilci priimka
- Aleksander Grbec, veslač
- Anton Grbec (1878—?), glasbenik
- Anton Janez Grbec/Gerbec (1801—1873), zdravnik
- Edi Grbec (*1967), lokalni politik (Izola): tehnični direktor, inž.prometa
- Gregor Grbec (17. stol.?), pedagog (učitelj/vzgojitelj), pisec
- Helena Grbec, zborovodkinja
- Ivan Grbec (1889—1966), skladatelj, zborovodja, publicist, etnomuzikolog, glasbeni pedagog
- Javier Grbec (*1986), argentinsko-slovenski nogometaš
- Jelka Grbec (Gerbec) (1927—96), slovenska političarka v Italiji
- Jožef Grbec (1760—1845), kirurg in lekarnar
- Ludvik Bernard Grbec (1805—1880), zdravnik okulist
- Marij Danijel Grbec (1901—?), kmetijski strokovnjak
- Mirko Grbec (1938—2023), izseljenski duhovnik v Argentini, monsinjor
- Mitja Grbec, pomorski pravnik
- Vera Gerbec (*1937), predavateljica